# Десмонд, Мэттью
Мэттью Десмонд (англ. Matthew Desmond; род. около 1979 или около 1980) — американский социолог. Доктор философии (2010), именной профессор Принстонского университета, где трудится с 2017 года. Член Американского философского общества (2022). Макартуровский стипендиат (2015). Лауреат Пулитцеровской премии. Главный исследователь Eviction Lab.
Упоминал, что родился в бедной семье. Учился в Университете штата Аризона.
Докторскую степень получил в Висконсинском университете в Мадисоне, после чего стал младшим феллоу Harvard Society of Fellows. С лета 2017 года работает в Принстоне, именной профессор. Публикуется в New York Times Magazine.
Отмечен William Julius Wilson Early Career Award и Silver Gavel Award. В 2016 году вошёл в список Politico 50.
Автор четырех книг, в частности бестселлера Evicted: Poverty and Profit in the American City (2016) — за которую удостоился Пулитцеровской премии, National Book Critics Circle Award for Nonfiction и Carnegie Medal (2017), а также PEN/John Kenneth Galbraith Award (2017) и Heartland Prize (2017). В 2023 году вышел его бестселлер Poverty, by America.